# Ptisana smithii
Ptisana smithii är en kärlväxtart som först beskrevs av Georg Heinrich Mettenius och Friedrich Adalbert Maximilian Kuhn och som fick sitt nu gällande namn av Andrew G. Murdock.
Ptisana smithii ingår i släktet Ptisana och familjen Marattiaceae. Inga underarter finns listade i Catalogue of Life.